# 下塔特拉山

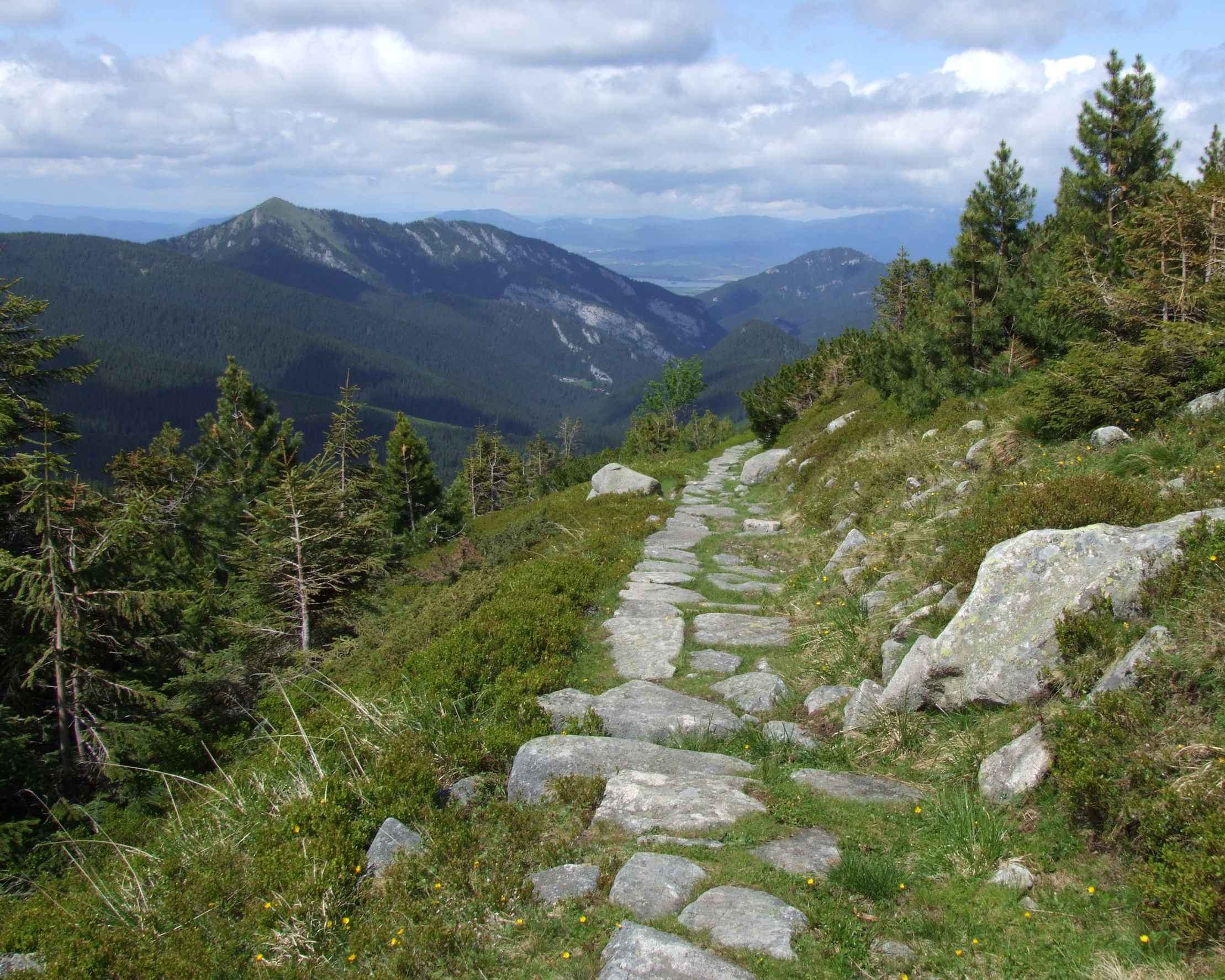
Chopok 的藍色小徑

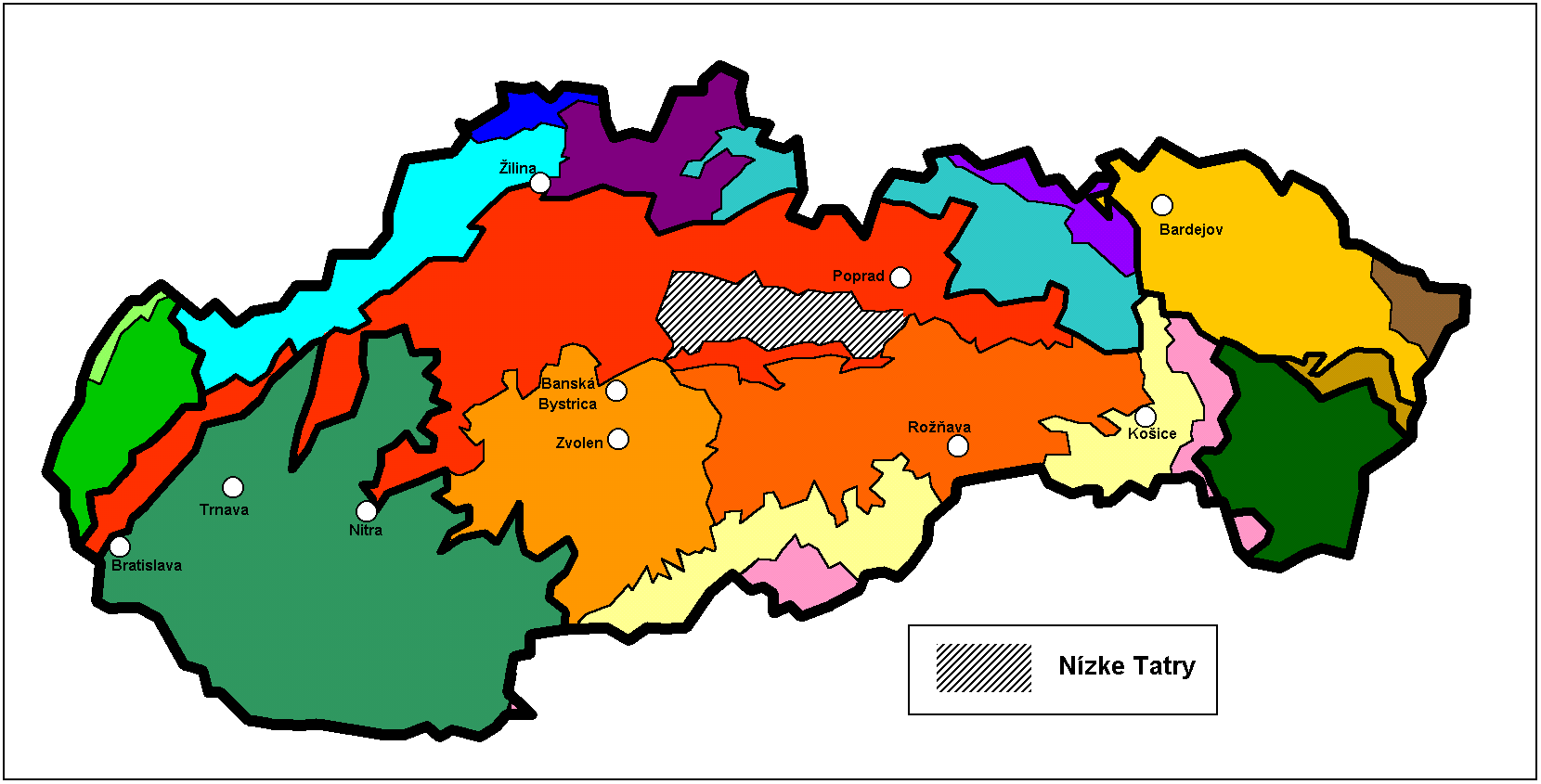
下塔特拉山在斯洛伐克的位置（圖中灰色部份）

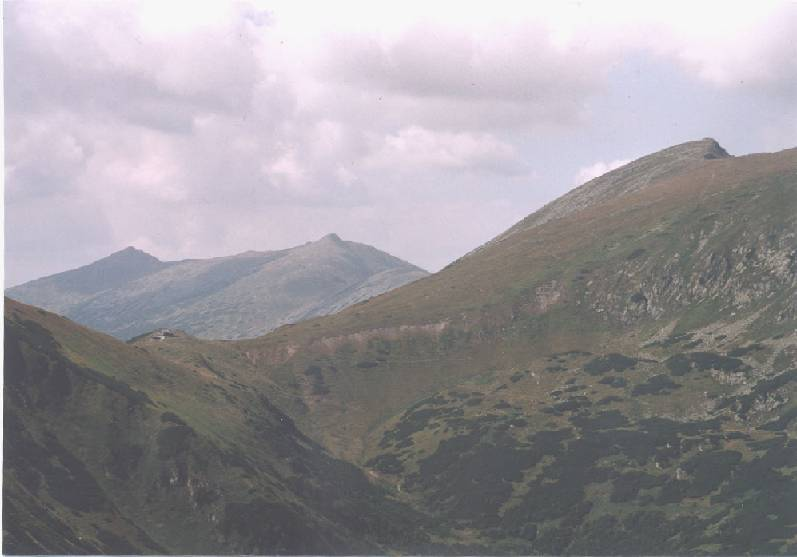
瓊別爾峰（右邊）和喬波克峰（中間）

下塔特拉山是內西喀爾巴阡山脈中的一部份，位在斯洛伐克中部。
下塔特拉山在塔特拉山脉的南部，被瓦赫河和波普拉德河的河谷（Liptov-Spiš abasement）分開。赫龍河的河谷在下塔特拉山的南部。山脊東西走向，長約80公里。
Čertovica將下塔特拉山分為二部份。下塔特拉山的最高峰在其西部，瓊別爾峰是最高峰，平均海拔2,042 m，鄰近的霍博克峰（2,024 m）可以透過纜車抵達，是下塔特拉山裡最多人遊覽的地方。西部的其他山包括有Dereše（2,004 m）和Chabenec（1,955 m）。東部的最高峰是Kráľova hoľa（1,946 m）。西部的主要景點有Veľká Chochuľa、Salatín、Chabenec、Skalka、Chopok、瓊別爾（Ďumbier）、Siná、Poludnica和Baba。
下塔特拉山的南邊和北邊有喀斯特地形，上面是石灰岩和白云岩地层，而主脊是由花崗岩和片麻岩組成。其中已發現了許多的洞穴，其中比斯特里安斯卡洞穴（Bystrianska jaskyňa）、死蝙蝠洞 (Jaskyňa mŕtvych netopierov）、德曼諾夫斯卡自由洞, 德曼諾瓦冰洞（Demänovská ľadová jaskyňa）和瓦熱卡洞穴（Važecká jaskyňa）有開放給大眾參觀。最大的峽谷是在Ružomberok附近，Ludrová山谷Salatín下方的Hučiaky（有七個洞穴，不對外開放）。最高的瀑布是在 Ružomberok - Podsuchá附近Brankov的下方（高55公尺) ，從Podsuchá有通往瀑布的綠色步道（約20分鐘）。最大的冰成湖是在Demänovská dolina山谷內的Vrbické pleso。
下塔特拉山有許多的森林，也有許多的動物，例如棕熊、狼和猞猁。高山的草地是塔特拉羚羊的棲地。

## 全景圖

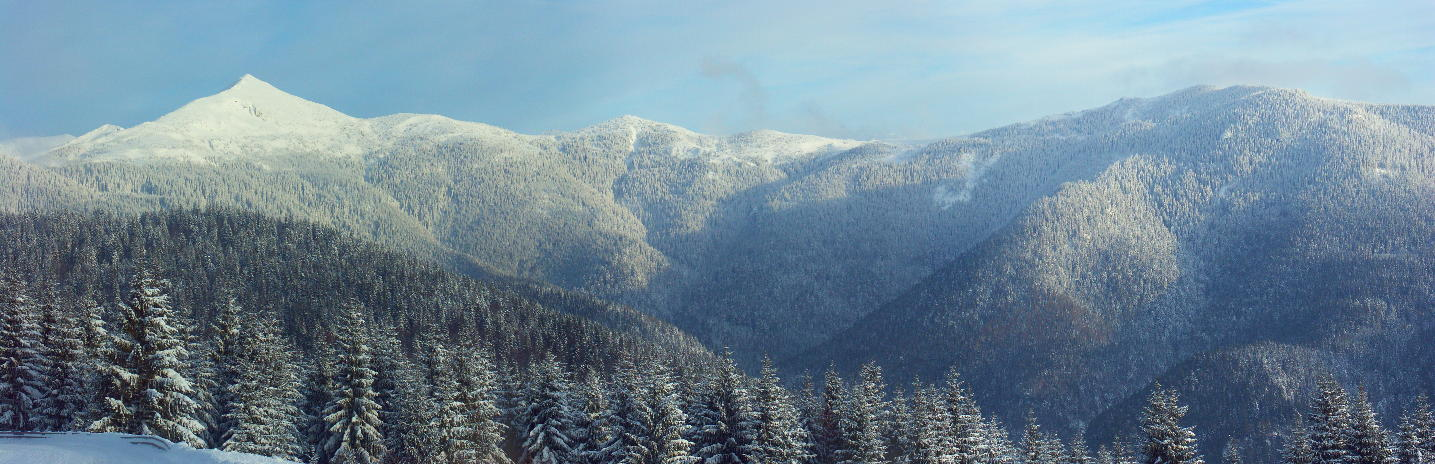
冬季的下塔特拉山

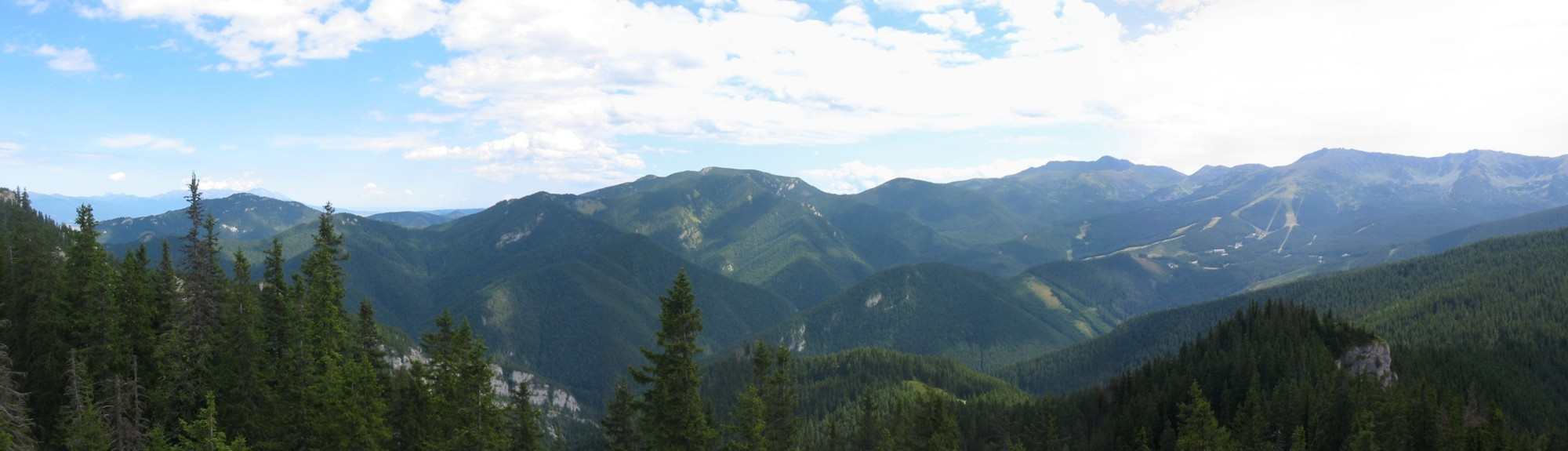
德馬諾夫斯卡山谷

## 國家公園
下塔特拉山的大部份是被下塔特拉山國家公園（Národný park Nízke Tatry，簡稱NAPANT）所保護。國家公園在1978年成立。國家公園本身面積728 km²，其緩衝區1,102 km²，共計1,830 km²。

## 外部連結
- Low Tatras National Park at Slovakia.Travel
- Map of eastern part of the Low Tatras

48°57′N 19°30′E / 48.950°N 19.500°E